# 66.ª edición de los Premios David di Donatello
La 66.ª edición de los Premios David di Donatello, organizada por la Academia del Cine Italiano, honró a las mejores películas producidas en Italia. Tuvo lugar simultáneamente en la Ópera de Roma y los Estudios Fabrizio Fizzi, el 11 de mayo de 2021.

## Nominaciones y ganadores

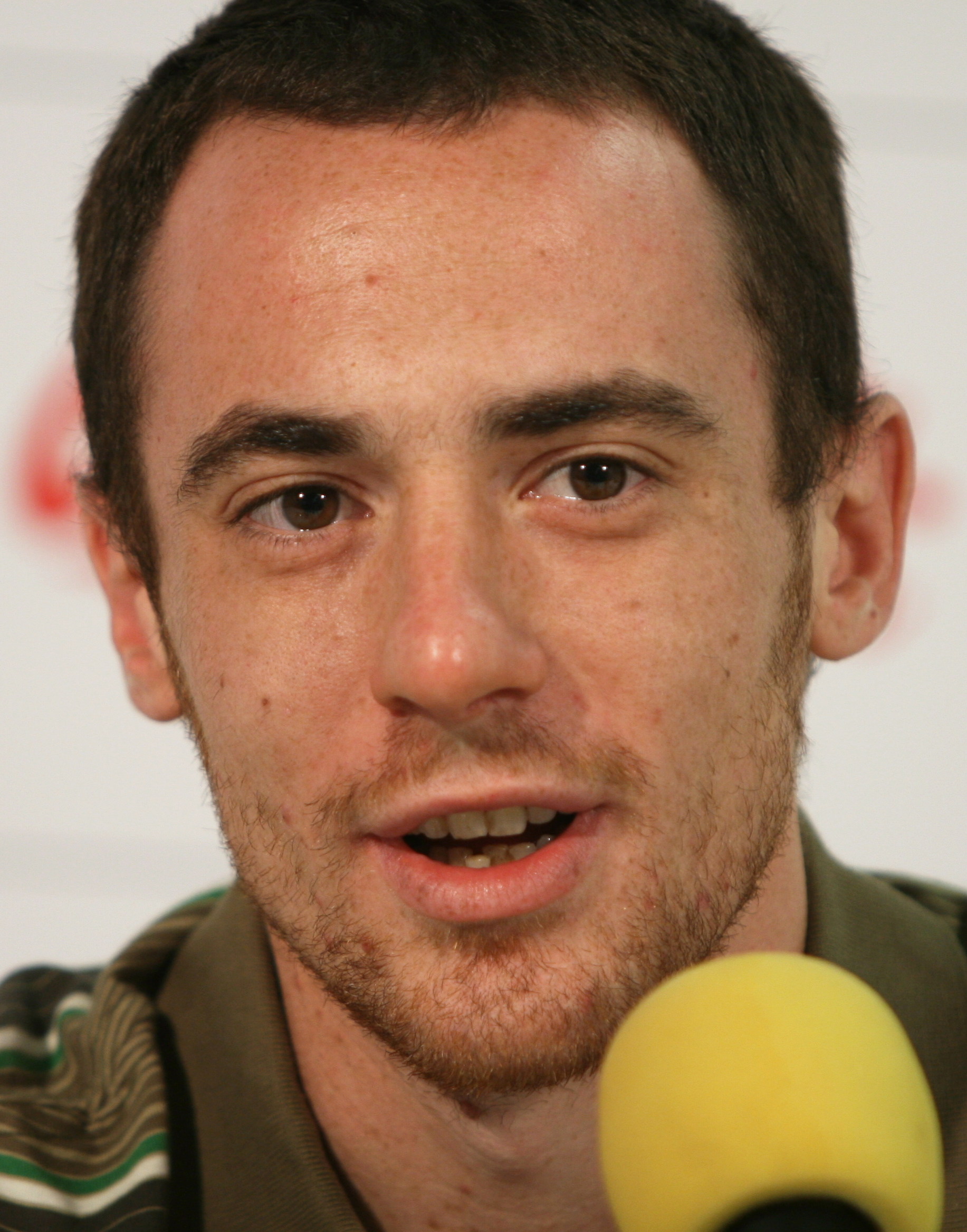
Elio Germano, ganador a Mejor actor por la película Volevo nascondermi

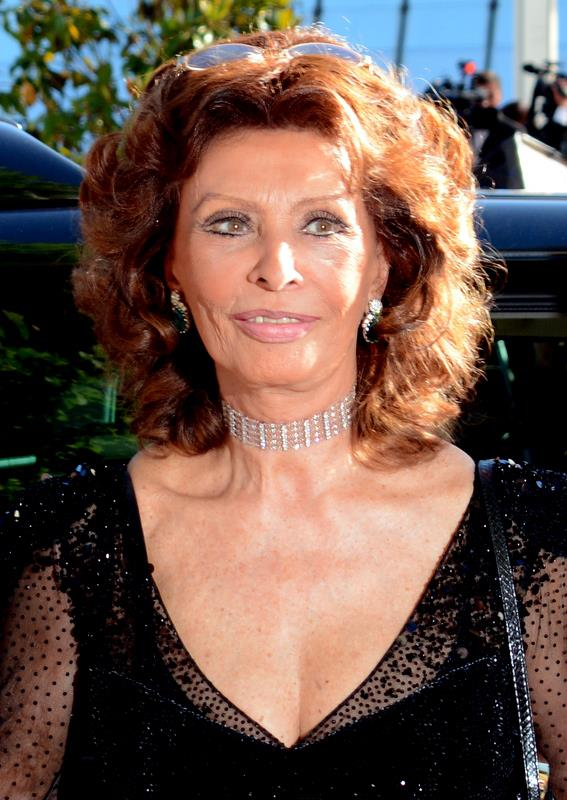
Sophia Loren, ganadora a Mejor actriz por la película La vita davanti a sé

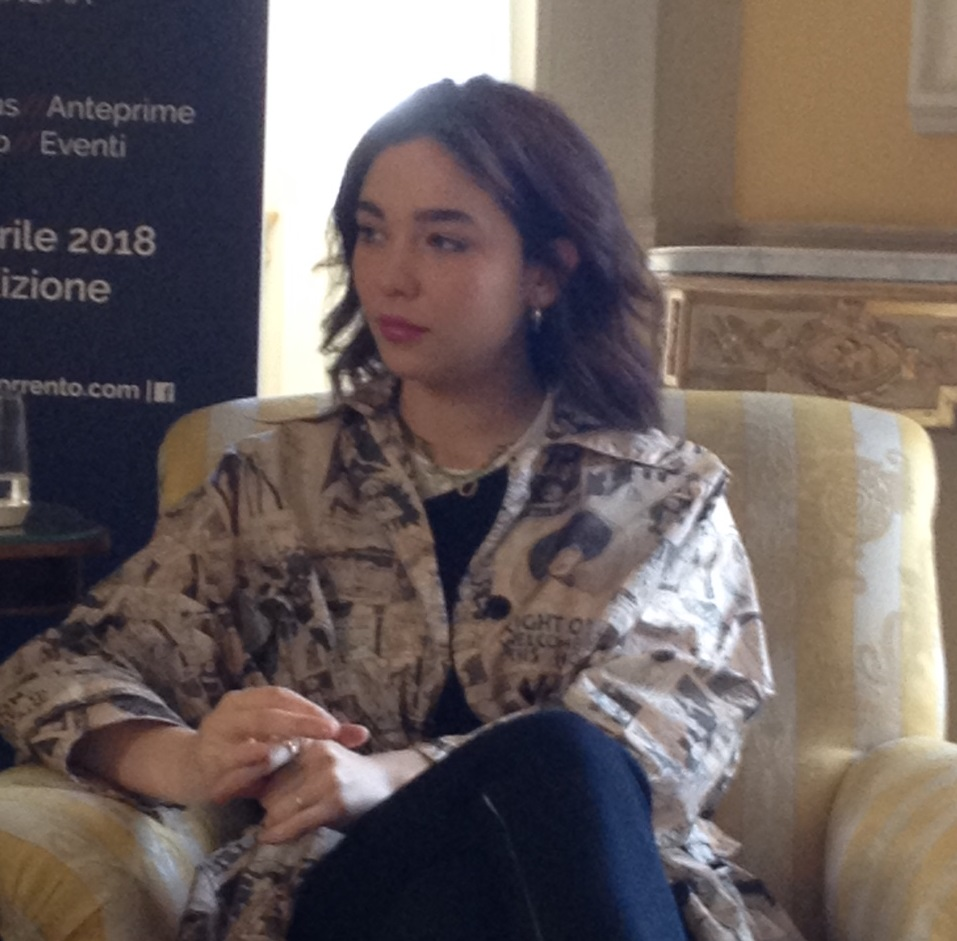
Matilda De Angelis, ganadora a Mejor actriz secundaria por la película L'incredibile storia dell'Isola delle Rose

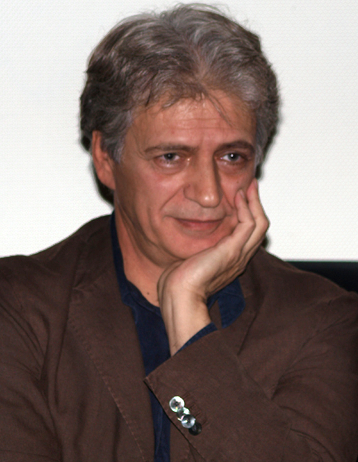
Fabrizio Bentivoglio, ganador a Mejor actor secundario por la película L'incredibile storia dell'Isola delle Rose

Indica el ganador dentro de cada categoría, mostrado al principio y resaltado en negritas. A continuación se listan los nominados al David di Donatello:
| Mejor película - Volevo nascondermi - Carlo Degli Esposti y Nicola Serra - Favolacce - Agostino Saccà y Giuseppe Saccà - Le sorelle Macaluso - Marica Stocchi - Hammamet - Agostino Saccà y Maria Grazia Saccà - Miss Marx - Marta Donzelli y Gregorio Paonessa                          | Mejor director - Giorgio Diritti - Volevo nascondermi - Damiano D'Innocenzo, Fabio D'Innocenzo - Favolacce - Gianni Amelio - Hammamet - Emma Dante - Le sorelle Macaluso - Susanna Nicchiarelli - Miss Marx |
| Mejor actor - Elio Germano - Volevo nascondermi - Kim Rossi Stuart - Cosa sarà - Valerio Mastandrea - Figli - Pierfrancesco Favino - Hammamet - Renato Pozzetto - Lei mi parla ancora | Mejor actriz - Sophia Loren - La vita davanti a sé - Vittoria Puccini - 18 regali - Paola Cortellesi - Figli - Micaela Ramazzotti - Gli anni più belli - Alba Rohrwacher - Lacci |
| Mejor actor secundario - Fabrizio Bentivoglio - L'incredibile storia dell'Isola delle Rose - Gabriel Montesi - Favolacce - Lino Musella - Favolacce - Giuseppe Cederna - Hammamet - Silvio Orlando - Lacci                                                                               | Mejor actriz secundaria - Matilda De Angelis - L'incredibile storia dell'Isola delle Rose - Benedetta Porcaroli - 18 regali - Barbara Chichiarelli - Favolacce - Claudia Gerini - Hammamet - Alba Rohrwacher - If Only |
| Mejor guion - Figli - Mattia Torre - Cosa sarà - Francesco Bruni y Kim Rossi Stuart - Favolacce - Damiano D'Innocenzo, Fabio D'Innocenzo - I predatori - Pietro Castellitto - Volevo nascondermi - Giorgio Diritti, Tania Pedroni, Fredo Valla                                           | Mejor guion adaptado - Lontano lontano - Gianni Di Gregorio, Marco Pettenello - Assandira - Salvatore Mereu - Lacci - Domenico Starnone, Francesco Piccolo - Lasciami andare - Stefano Mordini, Francesca Marciano y Luca Infascelli - Lei mi parla ancora - Pupi Avati, Tommaso Avati |
| Mejor fotografía - Volevo nascondermi - Matteo Cocco - Favolacce - Paolo Carnera - Hammamet - Luan Amelio - Le sorelle Macaluso - Gherardo Gossi - Miss Marx - Crystel Fournier - Padrenostro - Michele D'Attanasio                                                                      | Mejor montaje - Favolacce - Esmeralda Calabria - Figli - Giogiò Franchini - Hammamet - Simona Paggi - L'incredibile storia dell'Isola delle Rose - Gianni Vezzosi - Volevo nascondermi - Paolo Cottignola, Giorgio Diritti |
| Mejor música - Miss Marx - Gatto Ciliegia Contro il Grande Freddo - Hammamet - Nicola Piovani - I predatori - Niccolò Contessa - L'incredibile storia dell'Isola delle Rose - Michele Braga - Non odiare - Aldo De Scalzi, Pivio - Volevo nascondermi - Marco Biscarini, Daniele Furlati | Mejor canción original - "Immigrato" - Tolo Tolo - Letra y música: Antonio Iammarino y Luca Medici. Intérprete: Checco Zalone. - "Gli anni più belli" - Gli anni più belli - Letra, música e interpretación: Claudio Baglioni. - "Io sí (Seen)" - La vita davanti a sé - Letra: Laura Pausini y Niccolò Agliardi. Música: Diane Warren Intérprete: Laura Pausini. - "Miles Away" - Non odiare - Letra y música: Pivio y Aldo De Scalzi , Intérprete: Ginevra Nervi. - "Invisible" - Volevo nascondermi - Letra y música: Marco Biscarini, Intérprete: La Tarma |
| Mejores efectos visuales - L'incredibile storia dell'Isola delle Rose - Hammamet - Miss Marx - The Book of Vision - Volevo nascondermi | Mejor sonido - Volevo nascondermi - Favolacce - Hammamet - L'incredibile storia dell'Isola delle Rose - Miss Marx |
| Mejor vestuario - Miss Marx - Hammamet - L'incredibile storia dell'Isola delle Rose - Le sorelle Macaluso - Volevo nascondermi | Mejor producción - Miss Marx - Favolacce - L'incredibile storia dell'Isola delle Rose - I predatori - Volevo nascondermi |
| Mejor maquillaje - Hammamet - Miss Marx - L'incredibile storia dell'Isola delle Rose - Le sorelle Macaluso - Volevo nascondermi | Mejor diseño de producción/escenografía - Volevo nascondermi - Favolacce - L'incredibile storia dell'Isola delle Rose - Hammamet - Miss Marx |
| Mejor peluquería - Volevo nascondermi - Miss Marx - Favolacce - Le sorelle Macaluso - Hammamet | Mejor ópera prima (Nuevo director) - Pietro Castellitto - I predatori - Ginevra Elkann - If Only - Mauro Mancini - Non odiare - Alice Filippi - Sul più bello - Checco Zalone - Tolo Tolo |
| Mejor documental - Mi chiamo Francesco Totti - Alex Infascelli - Faith - Notturno - Punta Sacra - Los Rossellin | Mejor cortometraje - Anne - Domenico Croce, Stefano Malchiodi - Gas Station - Il gioco - L'oro di famiglia - Shero |
| Mejor film extranjero - 1917 Reino Unido - Los miserables Francia - Jojo Rabbit Nueva Zelanda - El caso de Richard Jewell Estados Unidos - Lazos de familia Reino Unido | Premio David Giovani - Francesco Amato - 18 regali - Fabio D'Innocenzo, Damiano D'Innocenzo - Favolacce - Gabriele Muccino - Gli anni più belli - Sydney Sibilia - L'incredibile storia dell'Isola delle Rose - Checco Zalone - Tolo Tolo |

### Películas con múltiples nominaciones
| Película                                   | Nominaciones |
| ------------------------------------------ | ------------ |
| Volevo nascondermi                         | 15           |
| Hammamet                                   | 14           |
| Favolacce                                  | 13           |
| L'incredibile storia dell'Isola delle Rose | 11           |
| Miss Marx                                  | 11           |
| Le sorelle Macaluso                        | 6            |
| I predatori                                | 4            |
| Figli                                      | 4            |
| Non odiare                                 | 3            |
| Lacci                                      | 3            |
| 18 regali                                  | 3            |
| Gli anni più belli                         | 3            |

### Películas con múltiples estatuillas
| Película                                   | Estatuillas |
| ------------------------------------------ | ----------- |
| Volevo nascondermi                         | 7           |
| L'incredibile storia dell'Isola delle Rose | 3           |
| Miss Marx                                  | 3           |